# Brauerei Freital
Die Brauerei Freital – auch Brauerei Döhlen-Freital – war eine Bierbrauerei in Döhlen, einem späteren Stadtteil von Freital im heutigen Landkreis Sächsische Schweiz-Osterzgebirge in Sachsen.

## Geschichte
Um 1725 wurde in Döhlen, einem der bevölkerungsreichsten Dörfer der Region, die Rittergutsbrauerei gegründet. Aus der Rittergutsbrauerei wurde 1842 die Kammergutsbrauerei Döhlen. Hermann Gerlach pachtete diese 1859 und baute sie als Familienbetrieb um. Als sich 1878 sein Sohn an der Brauerei beteiligte, wurde sie in Hermann Gerlach & Sohn umbenannt. Aufgrund technischer und baulicher Probleme konnte man nur obergärige Biere brauen. Untergärige Biere wurden jedoch immer beliebter. Deshalb erfolgte ein Neubau der Brauerei und des Lagerkellers, in der ab 1885 nun auch untergärige Biere gebraut wurden. Ab 1889 wurde Oskar Hermann Gerlach Mitbesitzer der Brauerei. 1924 erfolgte die Umbenennung in Brauerei Hermann Gerlach & Sohn, OHG.
Im Jahr 1946 endete nach 87 Jahren die Familientradition der Brauerei durch die Überführung in Volkseigentum infolge des Volksentscheides in Sachsen über das Gesetz über die Übergabe von Betrieben von Kriegs- und Naziverbrechern in das Eigentum des Volkes. Sie produzierte nun als VEB Brauerei Döhlen-Freital weiter und war die erste Brauerei im Raum Dresden, die nach dem Krieg wieder dunkles Bier braute. 1964 erfolgte die Angliederung an den VEB Dresdner Brauereien als Werk Freital. 1975 gab es eine weitere Umgestaltung. So wurde die Brauerei dem Werk Felsenkeller als Betriebsteil Freital angegliedert und 1978 dann dem Getränkekombinat Dresden zugeordnet.
Nach der Inbetriebnahme der Brauerei Dresden-Coschütz Anfang der 1980er Jahre wurde die Brauerei Freital als Produktionsstandort für Spezialitätenbiere profiliert. Neu eingeführt wurde 1983 das Schwarzbier Schwarzer Steiger. Daneben gehörte zum Produktionssortimemt fortan auch ein dunkles alkoholarmes Malzbier.
Nach der politischen Wende in der DDR schloss die Brauerei Freital 1991, da sie dem Marktdruck nicht standhalten konnte.  
Der Schwarze Steiger wurde als Marke von der Feldschlösschen AG übernommen. Es wird heute in der Brauerei Dresden-Coschütz nach der ursprünglichen Rezeptur hergestellt.

## Biersorten
Brauerei H. Gerlach & Sohn
- Bock
- Einfach-Bier
- Spezial
- Weizenbier
- Pilsner Bier
- Lagerbier
- Ritterbräu

VEB Brauerei Döhlen-Freital
- Bock
- Doppel-Karamel
- Vollbier Hell und Dunkel
- Malzbier
- Schwarzer Steiger
- Deutsches Pilsner
- Einfach-Bier